# کلی کرچمن
کلی کرچمن (انگلیسی: Kelly Kretschman؛ زادهٔ ۲۶ اوت ۱۹۷۹) بازیکن سافتبال اهل ایالات متحده آمریکا بود.
وی در مسابقات کشوری و بین‌المللی در مجموع برندهٔ ۱ مدال طلا، ۱ مدال نقره شده‌است.